# Bruce Weitz
Bruce Weitz es un actor estadounidense, nacido el 27 de mayo de 1943 en Norwalk, Connecticut, quien ha trabajado en el cine y en series de televisión. Su participación más destacada es en la serie Hill Street Blues en el papel del Sargento Michael Mick Belker, apodado "The Biter" (El Mordedor) por su peculiar manera de actuar en las escenas de acción.
Weitz actuó en 1998 en la película Deep Impact y apareció en el 2002 en la película Half Past Dead. Su última participación fue en El Cortez (2005).
Ha aparecido en televisión en series como Quincy, M.E., Midnight Caller, Sisters, Superman (como la voz de Bruno Mannheim, y Highlander como el inmortal Tommy Sullivan.
Estuvo casado con la actriz Cecilia Hart en 1971. Se divorciaron en 1981.
En el 2001 fue elegido alcalde de Reseda (California).

## Filmografía
- El Cortez (2005)
- Quality Time (2004)
- The Entrepreneurs (2003)
- Half Past Dead (2002)
- Focus (2001)
- Mach 2 (2001)
- Deep Impact (1998)
- Velocity Trap (1997)
- Coyote Summer (1996)
- Prehysteria! 3 (1995)
- The Liar's Club (1993)